# Mokhtar Chergui
Mokhtar Chergui est un footballeur international algérien né le 29 août 1954 à Oran. Il évoluait au poste de défenseur.

## Biographie
Mokhtar Chergui joue 7 match avec l'Équipe d'Algérie des moins de 20 ans de football.
Il reçoit une seule et unique sélection en équipe d'Algérie. Il s'agit d'un match amical disputé contre le Sénégal le 1er mai 1977 (victoire 2-0).
Il joue pendant 13 saisons avec le club du MC Oran. Avec cette équipe, il remporte trois Coupes d'Algérie.

## Palmarès
- Vice-champion d'Algérie en 1985 avec le MC Oran.
- Vainqueur de la Coupe d'Algérie en 1975, 1984 et 1985 avec le MC Oran.